# غرطر مخادع
غرطر مخادع (الاسم العلمي:Thamnophis mendax) هو نوع من الزواحف يتبع جنس الغرطر من فصيلة الأحناش.